# Orla Bundgård Povlsen
Orla Bundgård Povlsen, född 22 april 1918 i Köpenhamn, död 10 oktober 1982 i Lyngby-Tårbæks kommun, var en dansk journalist, författare och poet. Han var gift med författaren Grete Povlsen och far till journalisten Klaus Bundgård Povlsen.
Orla Bundgård Povlsen var son till snickaren Holger Povlsen (1883–1970) och kökschefen Ellen Augusta Olsson (1888–1967). Han växte upp i Rødovre utanför Köpenhamn. Han var utlärd bronssmed, men var mer intresserad av att skriva. Han gick journalistutbildningarna på Roskilde och Askovs folkhögskolor (1940–1944) och arbetade sedan som journalist på Sønderjyden, Hejmdal, Holbæk Amtstidende och Berlingske Tidende (1944–1954). Han var sedan konsult för Gyldendal (1954–1964) och anställd på tidskriften Vindrosen. Hans författardebut kom 1943, då han fick sin första novell publicerad i Social-Demokratens söndagsbilaga. Han gav därefter ut sina första diktsamlingar; Ponny og Pegas (1944) och Festens Vilkaar (1945). Han gav därefter ut den experimentella romanen I Vorherres biograf (1947). Han fortsatte därefter med att skriva dikter, som ofta utgick från människors vardag.

## Priser och utmärkelser
- Morten Nielsens Mindelegat (1954)
- Frøken Suhrs Forfatterlegat (1957)
- Henrik Pontoppidans Mindefond (1958)
- Emma Bærentzens Legat (1959)
- Adam Oehlenschläger Legatet (1964)
- Holger Drachmann-legatet (1967)
- Jeanne og Henri Nathansens Fødselsdagslegat (1970)
- Johannes Ewals Legat (1977)